# Hershey Bar
La Hershey's Milk Chocolate Bar, meglio conosciuta come Hershey Bar, è una tavoletta di cioccolato al latte prodotta dall'azienda statunitense Hershey Company.

## Storia
Dopo aver fondato la Lancaster Caramel Company nel 1886, e aver visto dei macchinari tedeschi che producevano dolci a base di cacao durante la Fiera Colombiana di Chicago (1893), l'imprenditore Milton S. Hershey decise di dedicarsi alla produzione di prodotti a base di cioccolato e caramello. Nel 1884 Hershey fondò la Hershey Chocolate Company, una sussidiaria della Lancaster che vendeva prodotti a base di cioccolato commercializzati come "novità di cioccolato dolce" per distinguerli dal cioccolato fondente non zuccherato. Dopo aver sviluppato un processo di produzione di massa di dolci al cacao nel 1899, la Hershey vendette la Lancaster Caramel Company nell'agosto del 1900 per focalizzarsi sulla produzione del cioccolato e lanciò le Hershey Bar nel 1900, ricordate per essere state le prime barrette di cioccolato vendute in serie negli USA.
In seguito, la Hershey Company lanciò diverse varianti della barretta di cioccolato al latte, fra cui Special Dark (al cioccolato fondente), Cookies 'N' Creme (con pezzetti di biscotto), Symphony (con cioccolato al latte e toffee alla mandorla), Mr. Goodbar (con noccioline), e Krackel (al riso soffiato).

## Caratteristiche
Benché la formula e gli ingredienti per produrre le barrette di cioccolato al latte della Hershey siano pressoché ignoti, esse sono prodotte utilizzando il latte proveniente dalle fattore locali che, stando alle parole degli esperti, verrebbe sottoposto a lipolisi, un processo che serve a stabilizzare il processo di fermentazione del latte sviluppando l'acido butirrico. Questo procedimento conferisce al prodotto un sapore "piccante" che gli statunitensi tendono ad associare al gusto del cioccolato. Dal 2006 al 2015, l'azienda dolciaria aggiungeva anche del poliricinoleato di poliglicerolo nei suoi prodotti, ad eccezione degli Hershey's Kisses. Sempre nel 2015, venne annunciato che i prodotti della Hershey sarebbero stati privati della vanillina artificiale.